# Jean-Pierre Giraudoux
Pour les articles homonymes, voir Giraudoux.
Jean-Pierre Giraudoux, né le 29 décembre 1919 à Paris et mort le 9 juin 2000 dans la même ville, est un romancier, dramaturge, homme politique et architecte français. Il est le fils de l'écrivain Jean Giraudoux, à la mémoire duquel il a consacré une partie de sa vie, et le cofondateur du prix Médicis (1958).

## Biographie
Jean-Pierre Giraudoux est le fruit de la liaison de Jean Giraudoux et de Suzanne Boland, alors mariée à Paul Pineau. Après le divorce de sa mère, ses parents se marient en 1921. Élevé dans un milieu aisé et cultivé, il étudie pendant six ans à l'École alsacienne puis durant un trimestre au lycée Henri-IV, avant de partir pour New College (Oxford). Établi à Berlin, il entreprend, après les accords de Munich, et avec la bénédiction « indirecte et laïque de Daladier », un voyage de propagande politique qui le conduit à Vienne, Belgrade, Budapest et Bratislava, défendant l'idée que le président du Conseil n'approuve pas la politique d'apaisement avec l'Allemagne nazie de Georges Bonnet, son ministre des Affaires étrangères.

### Seconde Guerre mondiale
Lorsque la Seconde Guerre mondiale éclate, en septembre 1939, il fonde le Centre danubien, dont le maréchal Franchet d’Espèrey et le comte Clauzel, ambassadeur de France, prennent la présidence d’honneur, et qui a pour but de fédérer, après la victoire, l’Autriche avec la Hongrie et la Tchécoslovaquie sous l’égide d’Otto de Habsbourg, afin de rétablir l'équilibre européen face à l'Allemagne.
Mobilisé à Dijon le 8 juin 1940, il rejoint Bayonne en train avec son régiment. Là, il abandonne son unité et tente en vain d’embarquer, au port de Guéthary, sur un bâtiment polonais en partance pour l’Angleterre. Bénéficiant du passeport diplomatique de son père, il se rend alors au consulat d'Espagne, qui lui accorde un visa. Montant à bord d'une voiture qui se rend à Hendaye, il traverse la frontière et rejoint Madrid puis Lisbonne, avant de partir pour Londres Engagé sous le pseudonyme de « Montaigne », il sert dans les Forces navales françaises libres. Élève aspirant, il passe par le cuirassier Courbet et le camp de Camberley, avant de préparer l'examen de sortie à bord du Président Théodore Tissier, sur lequel se trouve alors l’École navale de la France libre, où il se lie d'amitié avec Philippe de Gaulle. Promu aspirant interprète et du chiffre, lui qui rêvait d'être officier de pont en mer, il est affecté à l’état-major de la marine, à Londres, avant d'être muté dans le Pacifique, où il sert au bureau du chiffre de Nouméa.
Il parvient finalement à se faire embarquer sur l'aviso Chevreuil, qui mène des opérations d'escorte dans le Pacifique. Ce dernier rejoint la Californie pour un carénage de modernisation, en août 1943 puis, traversant le canal de Panama, arrive à Norfolk le 3 février 1944. C'est après son débarquement, alors qu'il se trouve à Washington, que Jean-Pierre apprend la mort de son père, le 31 janvier. Puis Le Chevreuil rejoint Dakar, le 1er mars, et effectue des missions d’escorte des convois sur le rail Freetown-Casablanca ou des patrouilles entre Dakar et le Cap-Vert pendant plusieurs mois. Quand il rentre à Paris, en décembre 1944, quelques mois après la mort de son père, Jean-Pierre reçoit le grade d'enseigne de vaisseau.

### Engagement politique
Au début de 1945, il occupe le poste d'attaché au cabinet du général de Gaulle. Par ailleurs, désireux de s'engager en politique, il adhère au MRP. Inscrit comme tête de liste du parti dans l'Allier, un département largement dominé par les socialistes de la SFIO et les communistes, aux élections législatives de mars 1945, il l'emporte avec 35 854 voix sur 186 509 suffrages exprimés, le dernier sur cinq, la SFIO et le PC se partageant à parts égales les autres sièges.
L'un des plus jeunes députés de l'Assemblée constituante, il entre à la Commission de la presse, de la radio et du cinéma et consacre toute son activité à l'élaboration de la constitution, proposant essentiellement des amendements. Il est ainsi l'auteur d'un contre-projet, lors de la discussion de la proposition de loi déposée par Jacques Bardoux pour demander que le mode de scrutin de la prochaine assemblée nationale fasse l'objet d'un référendum, le 2 avril 1946. De même, il dépose une proposition de loi, le 28 mars 1946, visant à établir la Constitution de l'Union française et, le 1er avril suivant sur le choix du 5 juin 1946 comme date du référendum constitutionnel. Lors du vote du projet constitutionnel, le 19 avril 1946, il vote contre.
Favorable aux idées du général de Gaulle, pour lequel il éprouve de l'admiration, il est exclu du MRP en mars 1946 et siège comme indépendant. Lors de l'élection de la seconde assemblée constituante, il prend la tête d'une liste de « rassemblement de la résistance républicaine », mais doit renoncer à la suite de la défection de son colistier.
De nouveau candidat dans l'Allier en novembre 1946 en tête d'une liste du « Rassemblement d'union gaulliste », il obtient 115 622 voix sur 173 652 suffrages exprimés, mais ne remporte aucun siège, étant en dernière position des cinq listes en présence. Il quitte alors la scène politique.
En 1958, lors du retour du général de Gaulle, il participe à la création du Centre de la réforme républicaine, formation rassemblant des personnalités du Gaullisme de gauche. Candidat aux élections législatives de novembre 1958 et de novembre 1962, il est battu.

### Activités littéraires

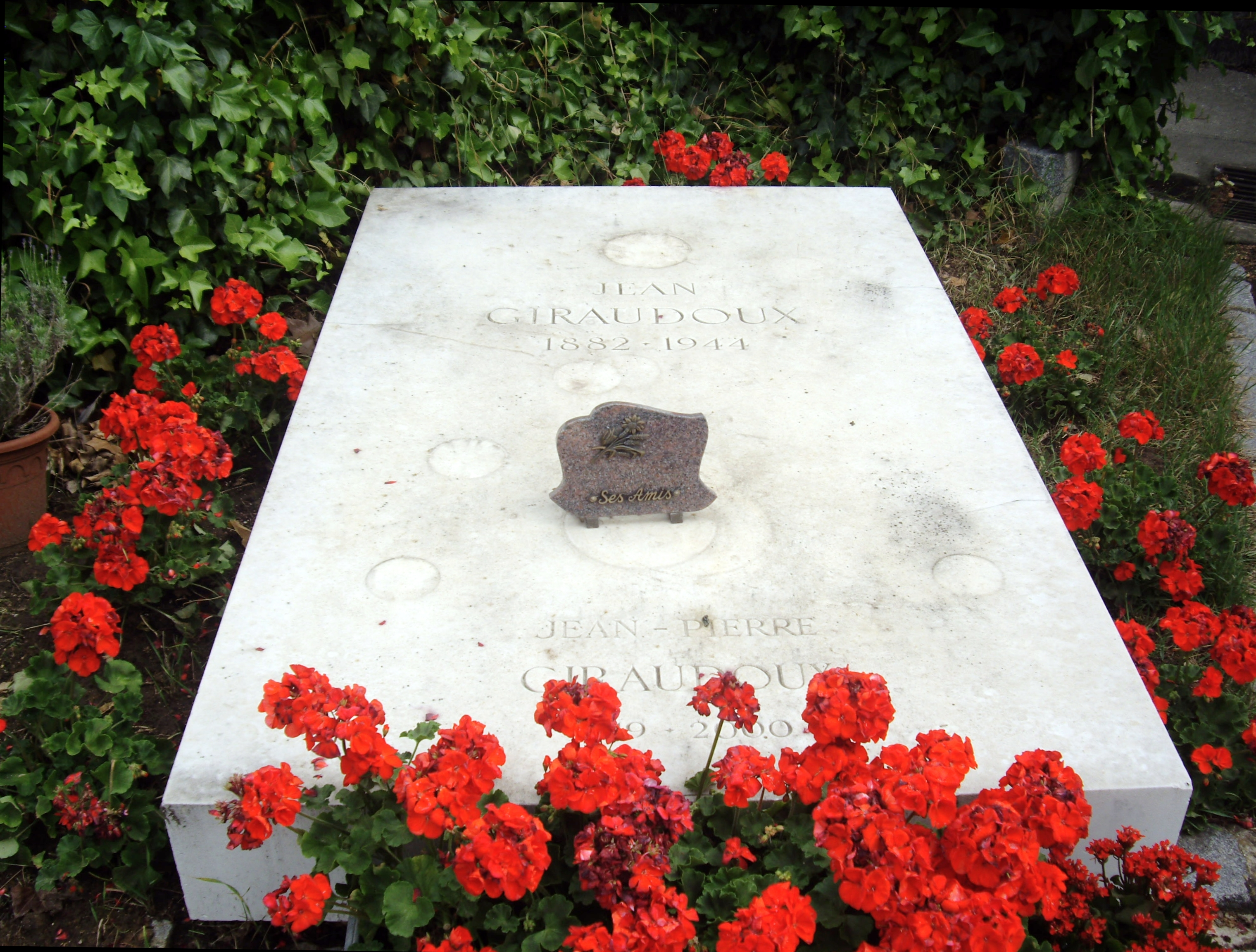
Tombe au cimetière de Passy.

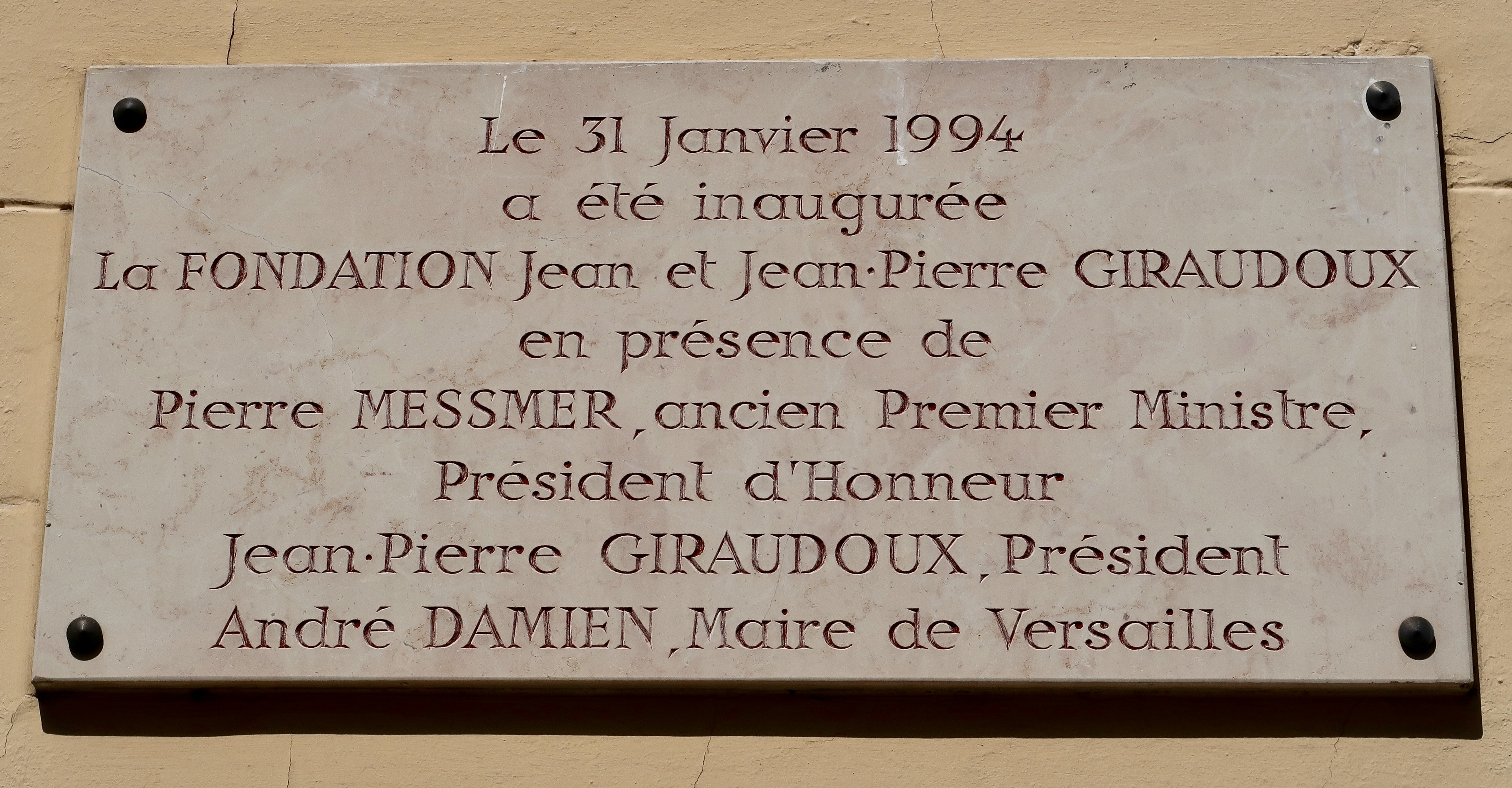
Plaque en mémoire de la fondation Jean et Jean-Pierre Giraudoux, 29 rue Henri-de-Régnier à Versailles.

Lorsqu'il abandonne la vie politique en 1946, il se consacre, comme son père, à la littérature et au théâtre. Sa première pièce, L'École des hommes, est jouée au théâtre Michel en 1951, sur une musique d'Henri Sauguet. La Veuve enchantée est créée à Turenne (Corrèze), au théâtre des Jean et des Pierre, le 24 juillet 1987. Il est également l'auteur d'Amphitryon 39, suite d'Amphitryon 38, pièce de son père, et d'un Électre en trois actes (alors que la version de son père n'en a que deux).
En avril 1958, il fonde avec Gala Barbisan le prix Médicis.
Passionné par l'œuvre de Racine et de ses fils Jean-Baptiste et Louis, soucieux de préserver l'intérêt autour de l'œuvre de son père, il crée en 1992 la Fondation Jean et Jean-Pierre Giraudoux, sous l'égide de la Fondation de France, qui a pour but d'encourager et promouvoir les études giralduciennes et raciniennes.
Il meurt le 9 juin 2000 et est enterré au cimetière de Passy (9e division).

## Œuvres

### Théâtre
- Débuts au théâtre. Les Captifs. L'École des hommes. Immortelle, Paris, B. Grasset, 1954, 388 p.
- Un roi : pièce en deux actes. Paris, B. Grasset, 1958. 174 p.
- Un prince : pièce en trois actes, Paris, la Table ronde, 1961, 168 p.
- Electre, pièce en 3 actes, Paris, B. Grasset, 1965, 205 p.
- Théâtre d'arrière-garde. Belle. L'Impromptu de Bellac. Au nom du père, Paris, B. Grasset, 1968, 314 p.
- Un Théâtre (Les Captifs, L'École des hommes, Immortelle, Tel père, Belle, L'Impromptu de Bellac, Au nom du père, Un roi, Un Prince, Électre, Le Dernier amant), Paris, B. Grasset, 1977, 639 p.
- Amphitryon 39 : divertissement en vers et prose, Paris, B. Grasset, 1984, 169 p.
- La Veuve enchantée : fantaisie dramatique en un prologue, sept tableaux et six interludes, Paris, Gallimard, 1990, 141 p.

### Romans, nouvelles
- Pas assez de silence, Paris, L'Élan, 1948, 231 p.
- Ce n'est pas Angéline, Paris, Gallimard, 1955, 249 p.
- Le Mauvais charme, nouvelles, Paris, B. Grasset, 1957, 264 p.
- Le Pays sans chemins, Paris, B. Grasset, 1959, 239 p.
- Fuites, Paris, B. Grasset, 1974, 220 p.
- Angeline disparue : roman, Paris, Gallimard, 1990, 204 p.
- Le Miroir aux fruits d'or (nouvelles), Paris, B. Grasset, 1990, 190 p.
- Sublime, Paris, Gallimard, 1992, 170 p.
- Et de mère inconnue : dernier roman, Paris : B. Grasset, 1996, 162 p.
- Nouvelles d'arrière-garde, deux tomes, Paris, Librairie générale française, 1997-1998, 255 & 218 p.

### Poésie
- Poème ingénu (récit illustré par Lila De Nobili), Paris, Grasset, 1959, 179 p.

### Essais
- D'exil : quatre discours prononcés à la Radio de Londres. Paris, B. Grasset, 1945, 47 p.
- Le Fils, Paris, B. Grasset, 1967, 312 p.
- La VIIe République, Paris, B. Grasset, 1969, 163 p.
- Jean-Baptiste Racine, une vie cornélienne, Paris, B. Grasset, 1982, 381 p.
- Ce que je ne crois pas, Paris, B. Grasset, 1988, 133 p.